# Russian Optical Trans-Arctic Submarine Cable System
Russian Optical Trans-Arctic Cable System (ROTACS) è un cavo sottomarino che collega il Regno Unito, Russia e Giappone insieme. Dovrebbe essere terminato e funzionante entro la fine del 2016. Il costo stimato è di 1,9 miliardi di dollari.
Il cavo, lungo 14.903 km, collegherà il Regno Unito attraverso il Mar Glaciale Artico, a nord della Scandinavia e della Russia, al Giappone.
Il cavo sottomarino sarà composto da sei coppie di fibre, ognuna delle quali potrà trasportare fino a 10 Tbps, ovvero 100 Gbps su ciascuno dei 100 canali.
L'utilizzo dei sistemi d'avanguardia di cablaggio darà a ROTACS(60 Tbps) più del doppio della capacità massima di Arctic Fibre (16Tbps, 15868km).

## Storia
Nei primi anni 2000, Polarnet, una società russa, è stata creata per gettare i 15.000 chilometri di cavo in fibra ottica lungo la NSR (Northern Sea Route). Questo progetto, denominato R.O.T.A.C.S. (Russian Optical Trans-Arctic Submarine Cable System) collegherebbe Tokyo a Londra via Terberka, Anadyr' e Vladivostok.
La prima fase del lavoro è stata valutata a 860 milioni di dollari e consiste nel collegare Londra e Tokyo tramite la NSR. La seconda fase, valutata a 500 milioni di dollari prevede il cablaggio della regione artica russa. Una fase finale, anch'essa valutata a 500 milioni di dollari, realizzata in collaborazione con la compagnia petrolifera russa Transneft, avrebbe sviluppato i collegamenti terrestri al cavo in Russia. Questo porta il totale del progetto a $ 1,9 miliardi. 
Secondo Interfax, il R.O.T.A.C.S. è finanziato dall'oligarca russo Oleg Kim, già presente in molti settori dell'economia russa. Tuttavia, pur avendo ricevuto l'approvazione della Commissione intergovernativa russo per l'informazione e delle comunicazioni nel mese di ottobre 2011, e ricevendo il sostegno finanziario del Ministero delle Telecomunicazioni nel gennaio del 2013, non sono disponibili informazioni sullo stato del progetto (Telegeography, 2013). Secondo il think tank Telegeography, il cavo sarà in servizio alla fine del 2016.

## Le città cablate
- Anadyr', Russia
- Emi, Giappone
- Filey, Regno Unito
- Terberka, Russia
- Vladivostok, Russia